# Saison 3 de Section Genius
Chronologie
Saison 2
Cet article présente les épisodes de la troisième saison de la série télévisée américaine Section Genius (A.N.T. Farm).

## Distribution

### Acteurs principaux
- China Anne McClain : Chyna Parks
- Sierra McCormick : Olive Doyle
- Jake Short : Fletcher Quimby
- Stefanie Scott : Lexi Reed
- Aedin Mincks : Angus Chestnut

### Acteurs récurrents
- Carlon Jeffery : Cameron Parks

## Remarques
L'acteur Carlon Jeffery qui interprète Cameron n'est plus un personnage principal et a donné sa place à Aedin Mincks qui interprète Angus.

## Épisodes

### Épisode 1:Le Nouveau lycée des Genius
- États-Unis : 31 mai 2013 sur Disney Channel
- France : 2 septembre 2013 sur Disney Channel France
- Québec : sur VRAK.TV

- États-Unis : 2,84 millions de téléspectateurs[1]

- Le "Cat Daddy" est un mouvement de danse qui est mentionné dans un épisode de Shake It Up.
- Première apparition en tant qu'acteur principal d'Aedin Mincks comme Angus Chestnut
- C'est un épisode de 50 minutes

### Épisode 2:Des Genius responsables
- États-Unis : 7 juin 2013 sur Disney Channel
- France : 11 septembre 2013 sur Disney Channel France

- États-Unis : 3,492 millions de téléspectateurs[2]

- La guest stars, Tom Choi est M. Hashimoto, le propriétaire de Hashimoto Soda, comme on le voit dans La Vie de croisière de Zack et Cody.
- Première apparition du "Z-Phone" dans un épisode d'Hannah Montana.

### Épisode 3:L'Idiophone
- États-Unis : 28 juin 2013 sur Disney Channel
- France : 18 septembre 2013 sur Disney Channel France

- États-Unis : 3,34 millions de téléspectateurs[3]

Chris Rock (Seth)
- C'est la deuxième fois que China Anne McClain et Chris Rock jouent ensemble, après le film de 2010, Copains pour toujours (Grown Ups) et Copains pour toujours 2, en 2013.

### Épisode 4:Agent secret
- États-Unis : 12 juillet 2013 sur Disney Channel
- France : 25 septembre 2013 sur Disney Channel France

- États-Unis : 2,69 millions de téléspectateurs[4]

### Épisode 5:La Machine à remonter le temps
- États-Unis : 26 juillet 2013 sur Disney Channel
- France : 2 octobre 2013 sur Disney Channel France

- États-Unis : 2,956 millions de téléspectateurs[5]

- Dans cet épisode, Chyna est comparée à la pensée d'un robot femelle, qui est connu pour la série animée, Chobits.

### Épisode 6:L'Énigme impossible
- États-Unis : 2 août 2013 sur Disney Channel
- France : 9 octobre 2013 sur Disney Channel France

- États-Unis : 2,773 millions de téléspectateurs[6]

### Épisode 7:Situation imprévue
- États-Unis : 9 août 2013 sur Disney Channel
- France : 16 octobre 2013 sur Disney Channel France

- États-Unis : 3,016 millions de téléspectateurs[7]

### Épisode 8:La Famille royale
- États-Unis : 23 août 2013 sur Disney Channel
- France : 23 octobre 2013 sur Disney Channel France

- États-Unis : 2,834 millions de téléspectateurs[8]

### Épisode 9:Le Concours de karaoké
- États-Unis : 20 septembre 2013 sur Disney Channel
- France : 6 novembre 2013 sur Disney Channel France

- États-Unis : 2,609 millions de téléspectateurs[9]

- Blood Butcher, madame Googoo, et Trifecta sont mentionnés dans cet épisode.

### Épisode 10:L'Étrange Mme Goo Goo
- États-Unis : 27 septembre 2013 sur Disney Channel
- France : 27 novembre 2013 sur Disney Channel France

- États-Unis : 2,361 millions de téléspectateurs[10]

- Mme Goo Goo dit son nom de naissance qui est madame Goo Goo, mais dans l'épisode de sa première apparition, elle dit que son nom de naissance est Crisanthimim Turtleneck.

### Épisode 11:Section mutants
- États-Unis : 4 octobre 2013 sur Disney Channel
- France : 18 octobre 2013 sur Disney Channel France

- États-Unis : 2,961 millions de téléspectateurs[11]

### Épisode 12:Tournage à Z-Tech
- États-Unis : 18 octobre 2013 sur Disney Channel
- France : 4 décembre 2013 sur Disney Channel France

- États-Unis : 2,666 millions de téléspectateurs[12]

- La première apparition de Carlon Jeffery qui incarne Cameron Parks en personnage récurrent.

### Épisode 13:Haute Trahison
- États-Unis : 15 novembre 2013 sur Disney Channel
- France : 11 décembre 2013 sur Disney Channel France

- États-Unis : 2,386 millions de téléspectateurs[13]

### Épisode 14:Noël enfermé
- États-Unis : 6 décembre 2013 sur Disney Channel
- France : 25 décembre 2013  sur Disney Channel France

- États-Unis : 3,104 millions de téléspectateurs[14]

### Épisode 15:La Fausse Mission secrète
- États-Unis : 24 janvier 2014 sur Disney Channel
- France : 29 mars 2014  sur Disney Channel France

- États-Unis : 2,692 millions de téléspectateurs[15]

### Épisode 16:L'Équipe de cheerleaders
- États-Unis : 28 février 2014 sur Disney Channel
- France : 29 mars 2014  sur Disney Channel France

- États-Unis : 2,493 millions de téléspectateurs[16]

### Épisode 17:La Z-Boutique
- États-Unis : 21 mars 2014 sur Disney Channel
- France : 29 mars 2014  sur Disney Channel France

- États-Unis : 1,873 million de téléspectateurs[17]

- Roshon Fegan (Hutson)
- Dominic Burgess (Zoltan)